# Ernst Bürger
Ernst Bürger ist ein deutscher politischer Beamter. Seit 2024 ist er Staatssekretär im Ministerium der Justiz und für Digitalisierung des Landes Brandenburg.

## Leben
Nach einem Jurastudium und Tätigkeit als Anwalt in Münster begann er 1998 im Bundesministerium des Innern. Dort arbeitete er in der Abteilung für Ausländerrecht, wo er maßgeblich am Zuwanderungsgesetz 2001 beteiligt war.
Ab 2001 und bis 2005 leitete Bürger das Büro der Staatssekretäre Brigitte Zypries und Göttrik Wewer. Im Anschluss übernahm er die Leitung des Grundsatzreferates „Informationsgesellschaft und E-Government“ im IT-Stab. Von 2008 an leitete er das Referat Arbeits- und Tarifrecht. In dieser Rolle führte er Tarifverhandlungen für den Bund.
Ab 2018 leitete Bürger die Unterabteilung „Verwaltungsdigitalisierung und Verwaltungsorganisation; Steuerung/Koordination OZG; GS IT-Planungsrat“ im BMI. Ab Juni 2020 war Bürger im Amt eines Ministerialdirektors Leiter der Abteilung „Digitale Verwaltung; Steuerung OZG“. In dieser Rolle trieb er maßgeblich die Überarbeitung des Onlinezugangsgesetzes, die Entwicklung des Digitalchecks für digitaltaugliche Gesetzgebung und die Weiterentwicklung des Servicestandards voran.
Im April 2024 bezeichnete ihn das Magazin Der Spiegel als „eine[n] der wichtigsten Beamten von Nancy Faeser“.
Der Spiegel zitierte in April 2024 „Vertrauliche Dokumente deuten auf eine fragwürdige Nähe zwischen einem Topbeamten im Innenministerium und einem langjährigen McKinsey-Berater hin. Nach SPIEGEL-Recherchen untersucht die Interne Revision in Nancy Faesers Ressort den Fall.“ Dabei ging es um Ernst Bürger.
Aufgrund der Vorfälle um Ernst Bürger herum musste das BMI handeln. Zum einen ist Ernst Bürger nicht mehr im BMI tätig und zum anderen wird ein Code of Conduct erlassen, um solchen Vorfällen zukünftig gegenzuwirken. "Das Bundesinnenministerium will einen neuen »Code of Conduct« erlassen. Auslöser sind SPIEGEL-Recherchen über die Beziehungen zwischen einem ehemaligen McKinsey-Berater und dem bisherigen Abteilungsleiter für Digitales."
Mit der Bildung des Kabinetts Woidke IV am 11. Dezember 2024 wurde Bürger zum Staatssekretär im Ministerium der Justiz und für Digitalisierung des Landes Brandenburg ernannt.
Bürger ist zudem ehrenamtlicher Richter am Bundesarbeitsgericht.